# Lagocheirus rosaceus
Lagocheirus rosaceus là một loài bọ cánh cứng trong họ Cerambycidae.